# Todd Martin
Todd Martin (Hinsdale (Illinois), 8 de Julho de 1970) é um ex-tenista profissional estadunidense.

## Grand Slam finais

### Simples: 2 (0–2)
| Resultado | Ano  | Campeonato      | Piso | Oponente     | Placar                            |
| Vice      | 1994 | Australian Open | Duro | Pete Sampras | 6–7(4–7), 4–6, 4–6                |
| Vice      | 1999 | US Open         | Duro | Andre Agassi | 4–6, 7–6(7–5), 7–6(7–2), 3–6, 2–6 |

## Masters Series finais

### Simples: 1 (0–1)
| Resultado | Ano  | Campeonato | Piso | Oponente        | Placar        |
| Vice      | 1993 | Montreal   | Duro | Mikael Pernfors | 6–2, 2–6, 5–7 |

## ATP finais

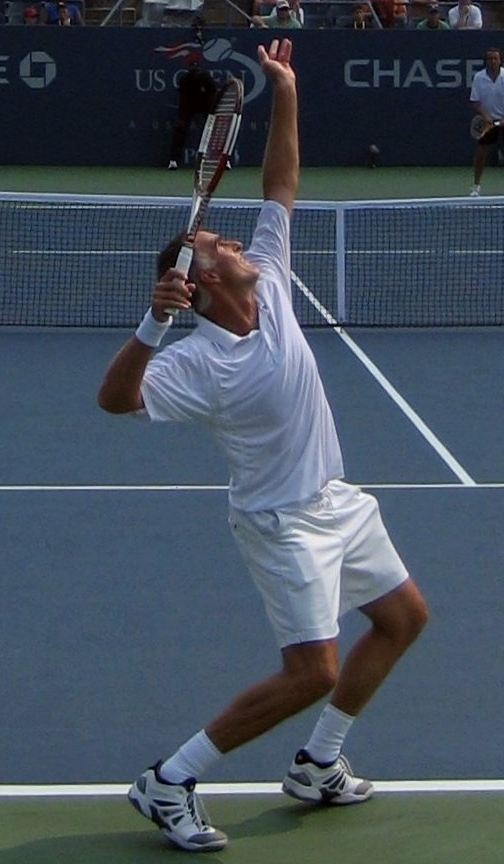
Martin no U.S. Open 2006

### Simples: 20 (8–12)
| Legenda                       |
| Grand Slam (0–2)              |
| Tennis Masters Cup (0–0)      |
| Grand Slam Cup (0–1)          |
| ATP Masters Series (0–1)      |
| ATP Championship Series (3–4) |
| ATP World Series (5–4)        |

| Títulos por Piso |
| Duro (5–7)       |
| Grama (1–0)      |
| Saibro (2–3)     |
| Carpete (0–2)    |

| Resultado | N.  | Data               | Campeonato                              | Piso     | Oponente            | Placar                            |
| --------- | --- | ------------------ | --------------------------------------- | -------- | ------------------- | --------------------------------- |
| Vice      | 1.  | Fevereiro 15, 1993 | ATP de Memphis, EUA                     | Duro (i) | Jim Courier         | 7–5, 6–7(4–7), 6–7(4–7)           |
| Campeão   | 1.  | Maio 17, 1993      | Coral Springs, Florida, EUA             | Saibro   | David Wheaton       | 6–3, 6–4                          |
| Vice      | 2.  | Julho 26, 1993     | Washington D.C., EUA                    | Duro     | Amos Mansdorf       | 6–7(3–7), 5–7                     |
| Vice      | 3.  | Agosto 2, 1993     | Montreal, Canada                        | Duro     | Mikael Pernfors     | 6–2, 2–6, 5–7                     |
| Runner-up | 4.  | October 18, 1993   | Toquio, Japão                           | Carpete  | Ivan Lendl          | 4–6, 4–6                          |
| Vice      | 5.  | Janeiro 31, 1994   | Australian Open, Melbourne, Austrália   | Duro     | Pete Sampras        | 6–7(4–7), 4–6, 4–6                |
| Campeão   | 2.  | Fevereiro 14, 1994 | Memphis, EUA                            | Duro     | Brad Gilbert        | 6–4, 7–5                          |
| Vice      | 6.  | Maio 2, 1994       | Atlanta, EUA                            | Saibro   | Michael Chang       | 7–6(7–4), 6–7(4–7), 0–6           |
| Vice      | 7.  | Maio 9, 1994       | Pinehurst, EUA                          | Saibro   | Jared Palmer        | 4–6, 6–7(5–7)                     |
| Campeão   | 3.  | Junho 13, 1994     | Queen's Club Championships, Reino Unido | Grama    | Pete Sampras        | 7–6(7–4), 7–6(7–4)                |
| Campeão   | 4.  | Fevereiro 20, 1995 | Memphis, Tennessee, EUA                 | Duro     | Paul Haarhuis       | 7–6(7–2), 6–4                     |
| Vice      | 8.  | Dezembro 18, 1995  | Grand Slam Cup, Munique, Alemanha       | Carpete  | Goran Ivanišević    | 6–7(4–7), 3–6, 4–6                |
| Campeão   | 5.  | Janeiro 15, 1996   | Sydney, Austrália                       | Duro     | Goran Ivanišević    | 5–7, 6–3, 6–4                     |
| Vice      | 9.  | Fevereiro 26, 1996 | Memphis, Tennessee, EUA                 | Duro (i) | Pete Sampras        | 4–6, 6–7(2–7)                     |
| Vice      | 10. | Novembro 4, 1996   | Stockholm, Suécia                       | Duro (i) | Thomas Enqvist      | 5–7, 4–6, 6–7(0–7)                |
| Campeão   | 6.  | Abril 20, 1998     | Barcelona, Espanha                      | Saibro   | Alberto Berasategui | 6–2, 1–6, 6–3, 6–2                |
| Campeão   | 7.  | Novembro 16, 1998  | Stockholm, Suécia                       | Duro     | Thomas Johansson    | 6–3, 6–4, 6–4                     |
| Campeão   | 8.  | Janeiro 18, 1999   | Sydney, Austrália                       | Duro     | Àlex Corretja       | 6–3, 7–6(7–5)                     |
| Vice      | 11. | Abril 12, 1999     | Estoril, Portugal                       | Saibro   | Albert Costa        | 6–7(4–7), 6–2, 3–6                |
| Vice      | 12. | Setembro 12, 1999  | US Open, Nova York, EUA                 | Duro     | Andre Agassi        | 4–6, 7–6(7–5), 7–6(7–2), 3–6, 2–6 |